# Egesina flavoapicalis
Egesina flavoapicalis är en skalbaggsart som beskrevs av Hayashi 1971. Egesina flavoapicalis ingår i släktet Egesina och familjen långhorningar. Inga underarter finns listade i Catalogue of Life.